# I guappi non si toccano
Pour plus de détails, voir Fiche technique et Distribution.
I guappi non si toccano est un poliziottesco italien réalisé par Mario Bianchi et sorti en 1979.

## Synopsis
Dans la banlieue de Naples, lors de travaux dans une carrière de pouzzolane, on découvre un cadavre qui s'avère être celui de l'ingénieur Italo Montano. L'affaire est instruite par trois magistrats qui, certains que le meurtre peut être lié à une affaire louche entre les bandes des mafieux Angelo Jacomino et le Marseillais Maurice, autorisent le questeur Ferrari à collaborer avec Tony Lobianco, un italo-américain ancien agent du FBI.
Tony, après avoir infiltré la bande de Maurice, propose à ce dernier d'effectuer le braquage d'un fourgon postal et révèle en même temps les détails du casse à Jacomino. L'action criminelle devient le prétexte à l'élimination des membres de la bande à laquelle seuls Lobianco et Maurice parviennent à échapper. Mais Tony, s'apercevant que des membres « non invités » de la bande sont également à l'œuvre, cache Maurice blessé dans une chapelle du cimetière et, grâce à l'aide de sa fille Paulette, entre en possession de documents dénonçant les méfaits des magistrats instructeurs. Cependant, au moment de présenter les documents au questeur, il est abattu par des inconnus, qui le tuent ainsi que la jeune fille.

## Fiche technique
- Titre : I guappi non si toccano[1]
- Réalisateur : Mario Bianchi
- Scénario : Claudio Fragasso, Antonio Cucca
- Photographie : Maurizio Salvatori
- Montage : Cesare Bianchini
- Musique : Tullio De Piscopo
- Décors : Vincenzo Russo
- Société de production : Falco Film
- Pays de production :  Italie
- Langue originale : italien
- Format : Couleurs
- Durée : 93 minutes
- Genre : Poliziottesco
- Dates de sortie :
  - Italie : 12 mai 1979 (visa délivré le 9 mai 1979[1])

## Distribution
- Richard Harrison : Michele Ferrari
- Gabriele Tinti : Tony Lobianco
- Paola Senatore : Paulette Maurice
- Pino Mauro : Jean Maurice
- Marisa Laurito : Marisa Montano
- Enzo D'Ausilio : Angelo Jacomino
- Enrico Maisto : Antonio Marciani, l'ingénieur
- Tommaso Palladino : le tueur Tommaso Monti
- Gianni Diana : Marco, l'homme de Maurice
- Emy Salvador : la gardienne du cimetière

## Exploitation
Sorti dans les salles de cinéma italiennes le 12 mai 1979, le film a rapporté un total de 16,5 millions de lires à l'époque.